# Kvarteret Phaeton

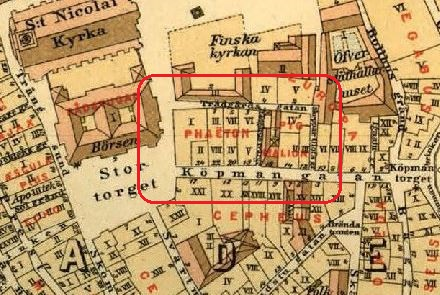
Kvarteren Phaeton och Pygmalion, 1885

Kvarteret Phaeton (äldre stavning  Phaëton) är ett kvarter i Gamla stan, Stockholm. Kvarteret omges av Trädgårdsgatan, i norr, Trädgårdstvärgränd i öster, Köpmangatan i söder och Källargränd samt Stortorget i väster. Kvarteret består idag av åtta fastigheter: Phaeton 1-2, 4-5 och 8-11.

## Namnet

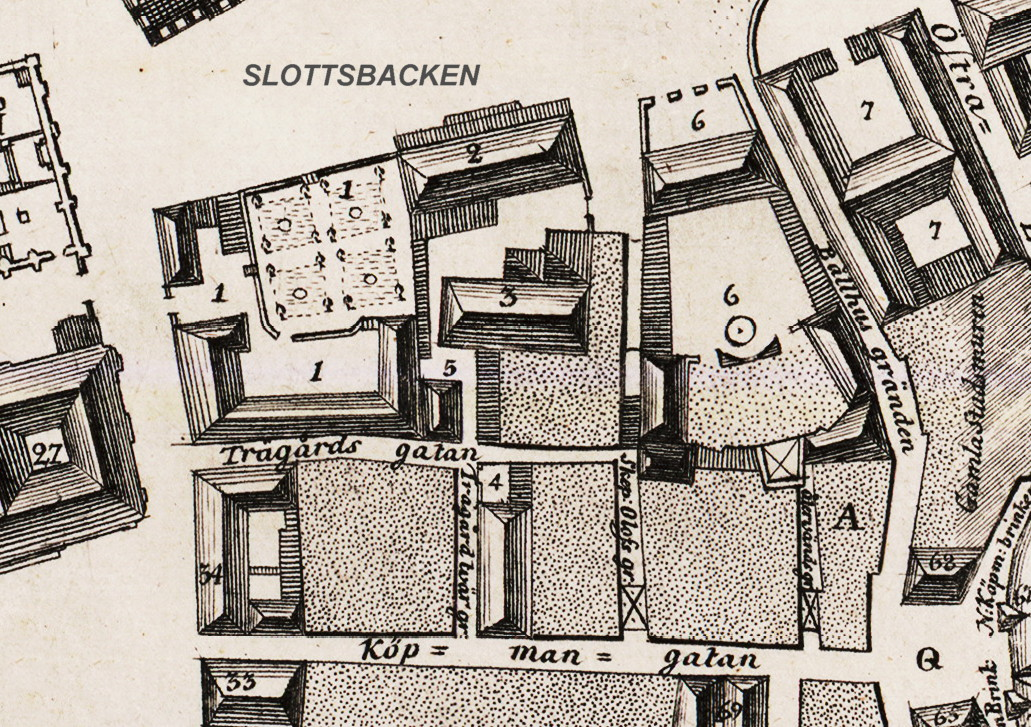
Kvarteren Europa, Phaeton och Pygmalion, Jonas Brolins karta, 1771.

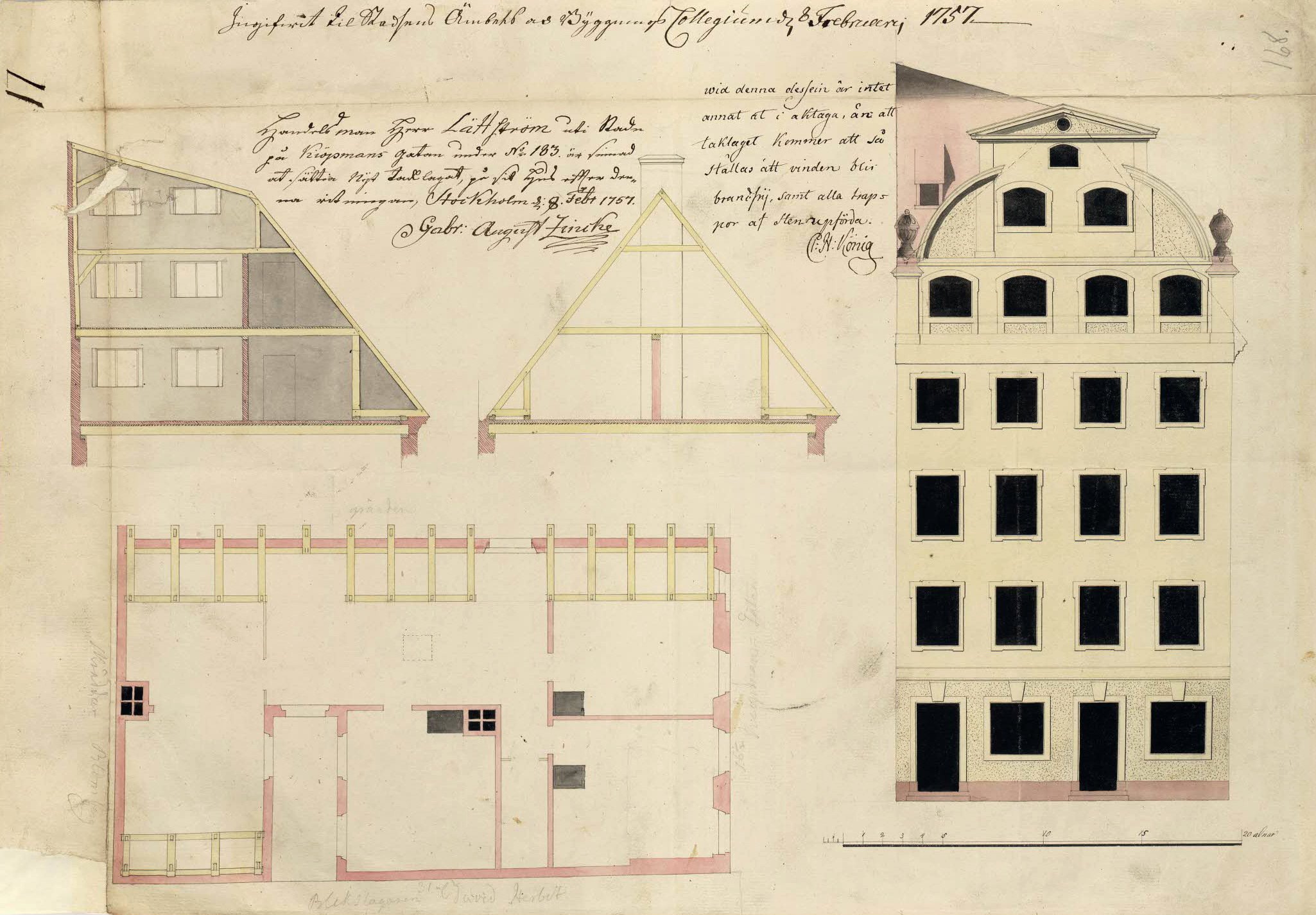
Phaeton 5 (nr 183), ändringsritning, 1757.

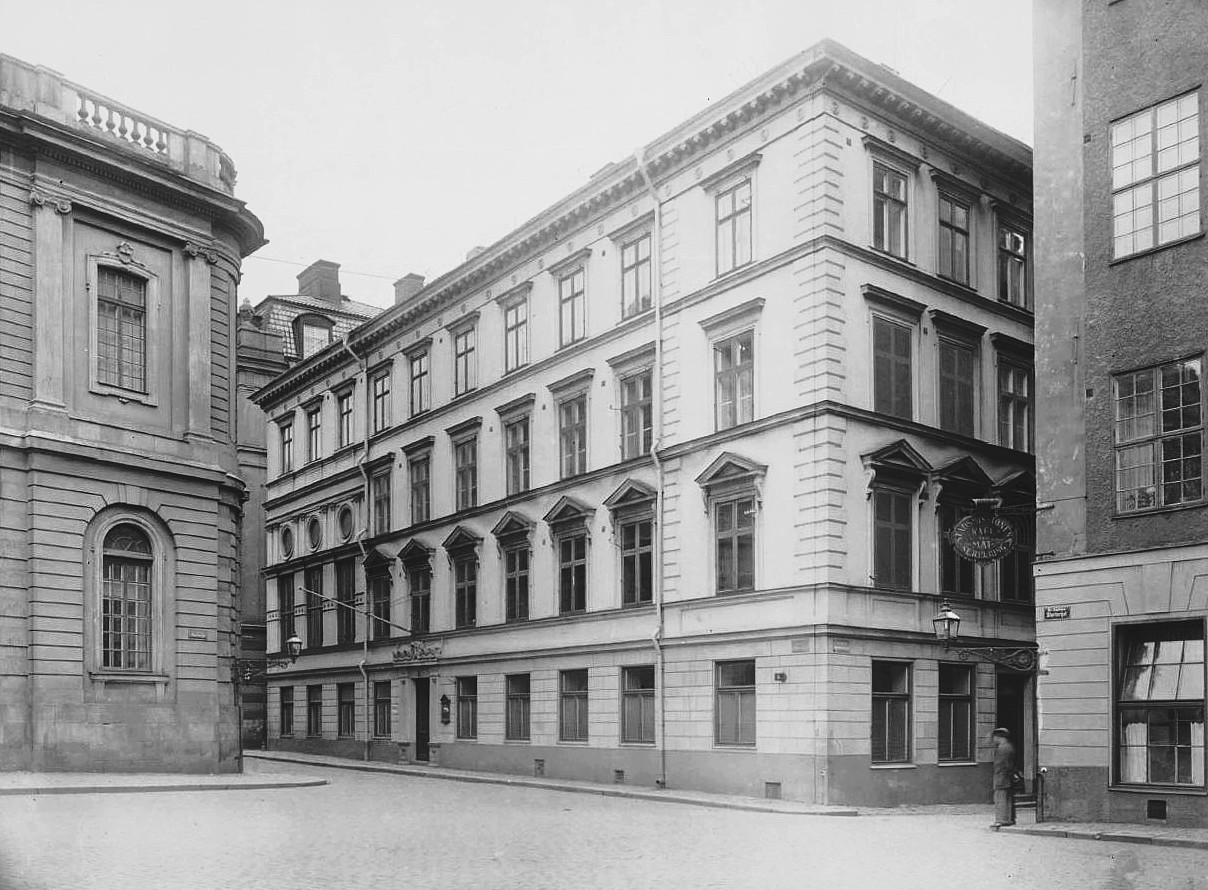
Phaeton 1, Stortorget 1, kring 1900.

Phaeton (eller Faeton) var enligt grekisk mytologi son till solguden Helios och som en dag fick köra solvagnen över himlen. Han kom dock för nära jorden, som höll på att bränna upp, varpå Zeus dödade honom med sin blixt.

## Kvarteret
Kvarteret Phaeton ligger inom Gamla stans äldsta delar och innanför Stockholms stadsmur från 1200-talet. Kvarteret rymmer idag åtta fastigheter med lika många nummer som fastställdes vid 1729 års och 1810 års nummerordning. Enligt den äldre numreringen från 1729 och 1810 hade husen mot Köpmangatan nr 183, 186, 187 och 189, huset mot Stortorget hade nr 155 och tre hus mot Trädgårdsgatan hade nr 156, 157 respektive 158. Hur kvarterets tomter var grupperade inbördes under medeltiden är dock osäkert.
På 1930-talet fanns planer på att sanera hela kvarteret genom initiativ av Samfundet Sankt Erik. Arkitekt Albin Stark gjorde upp planer för projektet liksom för flera andra kvarter i Gamla stan. Planerna förverkligades dock bara i kvarteret Cepheus och i det mycket mindre kvarteret Cygnus. Istället utfördes punktsaneringar i kvarteret som 1936-37 på Phaeton 2 och 1967 på Phaeton 8.

## Fastigheter (urval)
Phaeton 1 (Köpmangatan 26 / Stortorget 1 / Trädgårdsgatan 6) omnämns 1695 som greve Bielckes stenhus. Det uppges på Jonas Brolins karta från 1771 som (nr 34) Stads Mäklaren Rams Contoir i Grevesmülska huset uppkallat efter köpmannen Johan Grevesmühl (1713-1780) av släkten Grevesmühl, som även ägde huset Phaeton 2 (Köpmangatan 24).
Numera finns här Stockholms domkyrkoförsamling, som har bland annat kyrksal mot Trädgårdsgatan och pastorsexpedition i huset. Huset byggdes till 1803 av sonen primariekämnären Daniel Grewesmühl (1753-1830) och byggdes om 1874 och 1907-1909, då med Ernst Stenhammar som ansvarig arkitekt. Mellan 1947 och 1960 utfördes ytterligare ombyggnader av arkitekterna Albin Stark och dennes son Erik Stark. I samband med det fick fasaderna sitt nuvarande, något förenklade utseende 
Phaeton 8 (Köpmangatan 22) har medeltida murverk i fasaden mot Köpmangatan. Byggnaden kallas för Olof Martins hus efter snickaråldermannen Olof Martin (1700-1765) som ägde denna och grannfastigheten mot Trädgårdsgatan, Phaeton 3. Bland annat lät han påbygga gathuset mot Köpmangatan med två våningar. Han var far till konstnärerna Elias Martin och Johan Fredrik Martin. Huset byggdes om i mitten på 1960-talet efter ritningar av arkitekt Erik Stark.
Phaeton 5 (Köpmangatan 18) beskrevs 1573 som ”stenhuset på Köpmangatan” och har byggts om under 1600-talets förra hälft eller mitt. I februari 1757 ansökte murmästare Gabriel August Zincke för kryddkrämare Friedrich Lettströms räkning om en påbyggnad med två vindsvåningar. Då fick huset sitt nuvarande utseende med den rundade trappgaveln. Från den tiden existerar en fasadritning och planritning på vinden. Vid sekelskiftet 1900 ägdes Phaeton 5 och 4 av Frälsningsarmén som drev ett härbärge i husen. Frälsningsarmén fanns fortfarande kvar 1979 och hade här sin eftersökningsbyrå med ett kontaktnät över hela världen, varför stället kallades i folkmun för Guds detektivbyrå.

## Nutida bilder

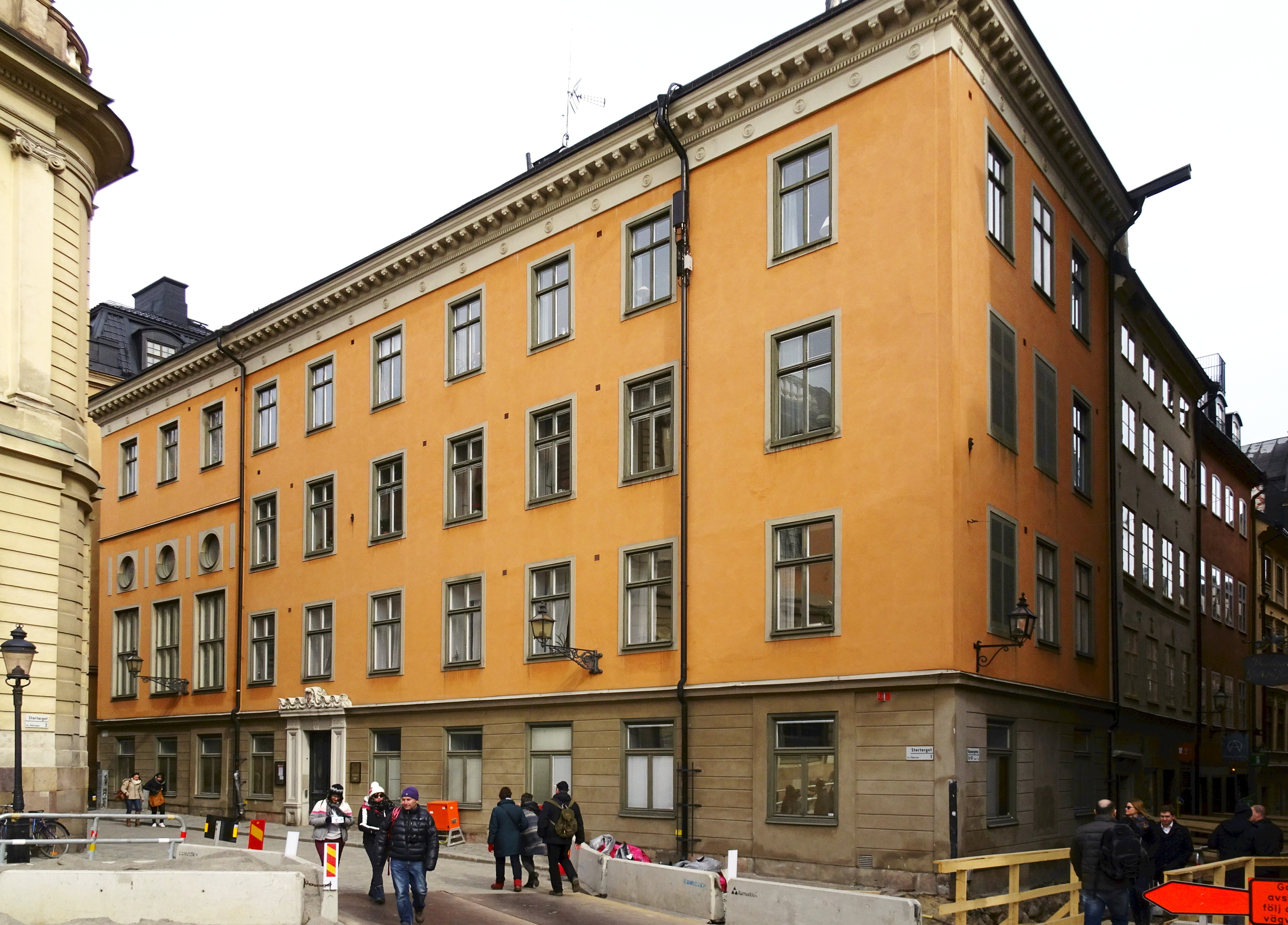
Phaeton 1, Stortorget 1 / Köpmangatan 26
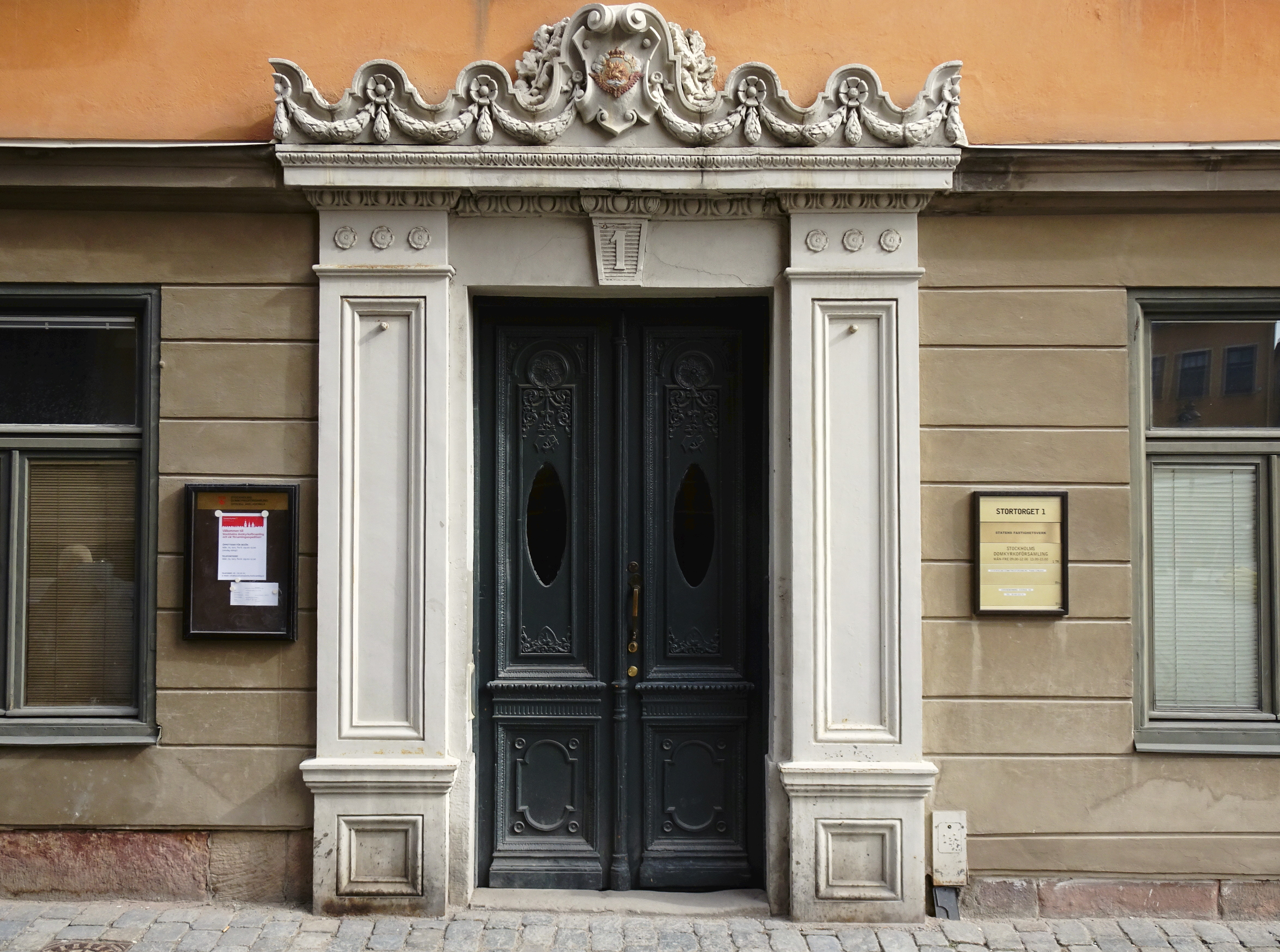
Phaeton 1, portal, Stortorget 1
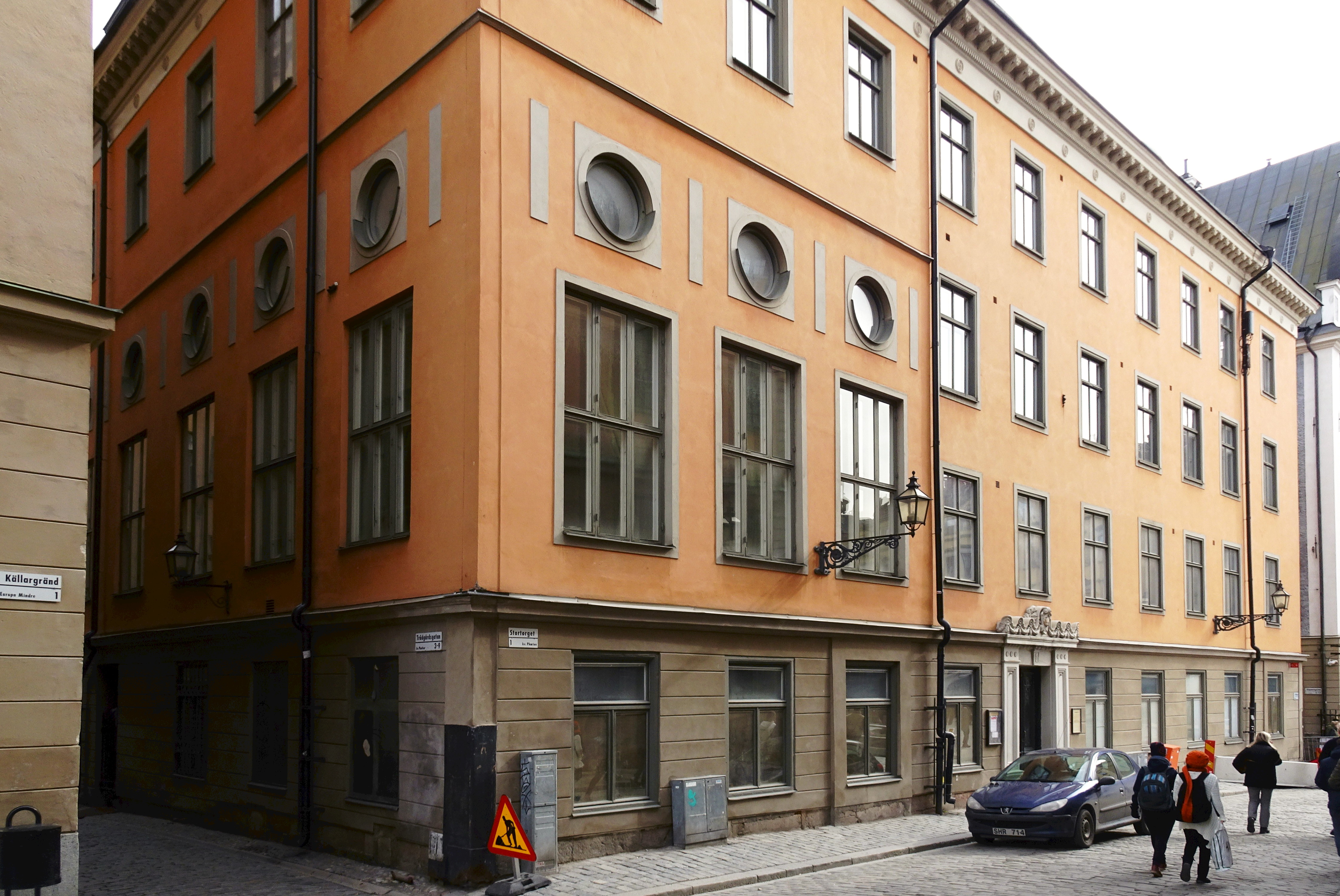
Phaeton 1, Stortorget 1 / Trädgårdagatan 6
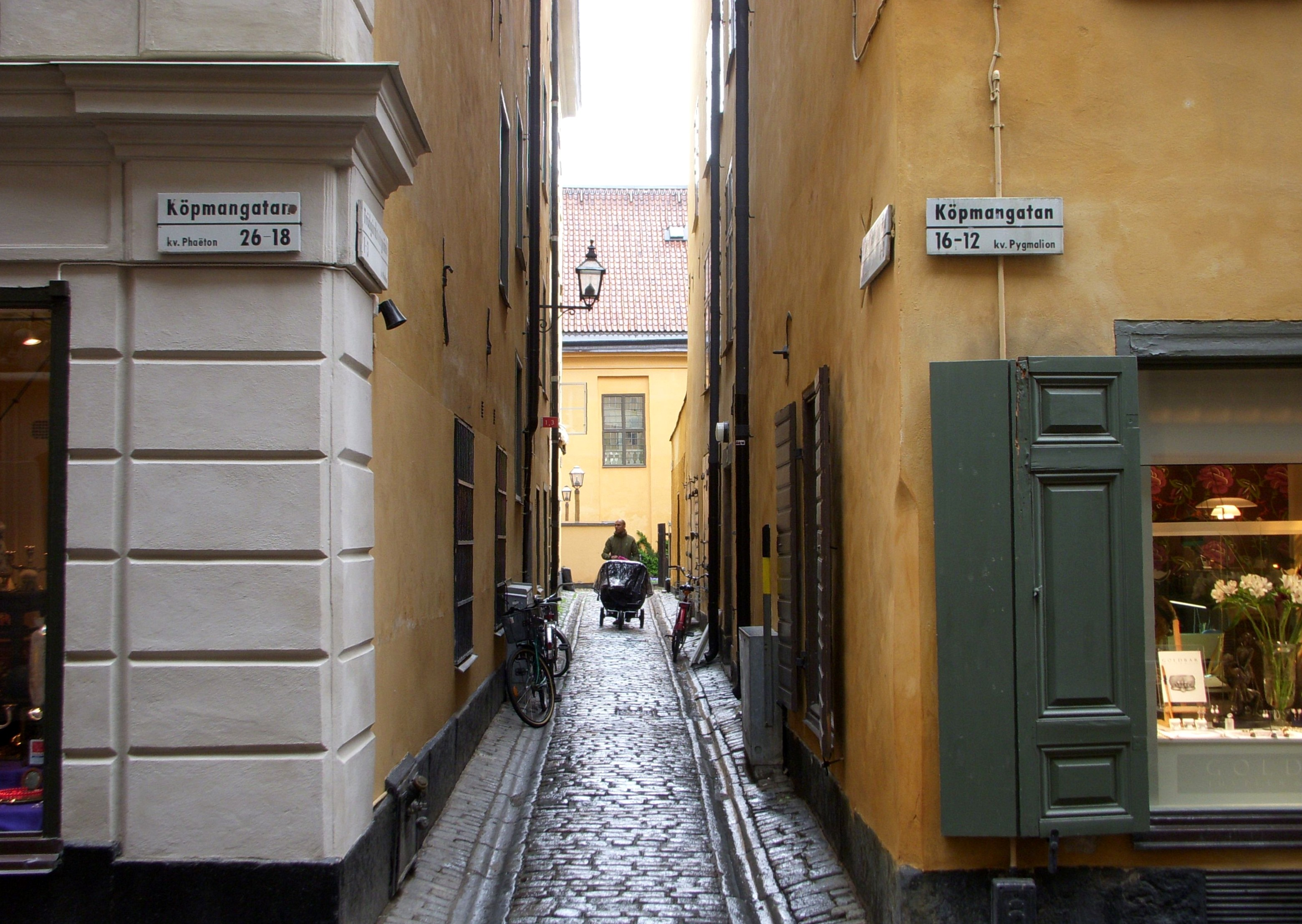
Trädgårdstvärgränd, Phaeton till vänster och Pygmalion till höger